# IMEI
L'IMEI (de l'anglès International Mobile Equipment Identity (Identitat Internacional d'Equipament Mòbil) és un codi pregravat als telèfons mòbils GSM. Aquest codi identifica a l'aparell unívocament a nivell mundial, i és transmès per l'aparell a la xarxa en connectar-s'hi.
L'empresa operadora pot usar l'IMEI per verificar l'estat de l'aparell mitjançant una base de dades denominada EIR (Equipment Identity Register).
L'IMEI d'un aparell habitualment està imprès en la part posterior de l'equipament, sota la bateria. Es pot marcar la seqüència *#06# (asterisc, numeral/coixí, zero, sis, numeral/coixí) perquè aparegui el número a la pantalla. L'IMEI té 15 xifres (en alguns telèfons 14, ja que omet el darrer dígit SPARE, normalment un 0). Als telèfons en els quals n'apareguin 17, els 2 últims no es fan servir. L'IMEI se subdivideix en diversos camps TAC, FAC, SNR i SPARE.

## EIR
EIR és una base de dades en la qual hi ha informació sobre l'estat dels telèfons mòbils. Dins d'aquesta base de dades hi ha tres llistes d'IMEI: la blanca, la grisa i la negra.
- La llista blanca identifica els equips que estan autoritzats per rebre i realitzar trucades. Aquesta llista ha d'existir sempre en l'EIR, encara que sigui l'única; les altres dos són opcionals.
- La llista grisa identifica els equips que poden fer i rebre trucades, però que poden ser monitorats per descobrir la identitat de l'usuari utilitzant la informació emmagatzemada al xip SIM.
- La llista negra identifica els equips a qui se'ls impedeix de connectar-se a la xarxa. Conté els identificatius dels equips robats o utilitzats de forma il·legal i també la d'aquells equips que no poden accedir al sistema perquè podrien produir greus problemes tècnics. Per tant, no poden realitzar ni rebre trucades.

## Estructura del codi d'IMEI
El codi IMEI consta de quatre parts i segueix el següent esquema: XXXXXX YY ZZZZZZ W.
- La primera part (XXXXXX) s'anomena Type Allocation Code (TAC), on els primers dos dígits indiquen el país.
- La segona part (YY) és el Final Assembly Code (FAC) i indica el fabricant de l'equip.
- La tercera part (ZZZZZZ) és el número de sèrie del telèfon.
- L'últim dígit (W), és el dígit verificador, usat per verificar que l'IMEI és correcte.